# Alexandra Wesolowski
Alexandra Wesolowski (* 1985 in Katowice, Polen) ist eine deutsche Filmregisseurin und Drehbuchautorin polnischer Herkunft.

## Leben
Alexandra Wesolowski wuchs in Deutschland auf und absolvierte 2005 in Nürnberg ihr Abitur. Es folgte ein Studium der Politikwissenschaften an der Friedrich-Alexander-Universität Erlangen-Nürnberg in Erlangen. 2008 begann sie ihr Studium an der Hochschule für Fernsehen und Film München in der Abteilung für Dokumentarfilm und Fernsehpublizistik. Während ihres Studiums bekam sie das Stipendium der Leo-Kirch-Stiftung für Medienkunst. Ihr Dokumentarfiln Impreza – Das Fest lief 2018 auf der Berlinale. und gewann den deutschen Kurzfilmpreis in der Kategorie Sonderpreis.
Sie arbeitet als Autorin und Regisseurin für fiktionale und dokumentarische Filme.

## Filme
- 2014: First Class Asylum (Dokumentarfilm)
- 2015: Magda
- 2017: Impreza – Das Fest (Abschlussfilm)